# Недо, Павол
Па́вол Не́до (в.-луж. Pawoł Nedo, 1 ноября 1908 года, деревня Котецы, Воспорк, Германия — 24 мая 1984 года, Лейпциг, Германия) — лужицкий педагог, профессор, этнограф и общественный деятель. Председатель лужицкого культурно-общественного общества «Домовина» (1933—1950).

## Биография
Родился 1 ноября 1908 года в лужицкой деревне Котецы около города Вайсенберг. После окончания начальной школы обучался в средней школе в Баутцене, которую закончил в 1928 году. Потом обучался до 1932 года в Лейпцигском университете, где изучал этнологию, педагогику и немецкую филологию. С 1932 года по 1937 год был учителем в сербских сёлах Клюкш, Хвачицы и Ракойды. После прихода к власти нацистского режима был назначен местными властями «техническим советником по вопросам вендийской культуры». На съезде членов «Домовины», который состоялся 27 декабря 1933 года, призывал поддерживать нацистский режим. На этом же съезде был единодушно избран председателем лужицкой общественной организацией «Домовина». С 1932 года по 1934 год был директором Сербского музея, который располагался в Сербском доме в Баутцене.
В 1937 году вступил в Национал-социалистический союз учителей. В своей деятельности, как представитель зарегистрированной лужицкой организации, пытался договориться с нацистскими властями о смягчении государственного давления на лужичан. После того, как отказался внести изменения в устав «Домовины», что «венды должны говорить по-немецки», организация была запрещена 18 марта 1937 года.
Позднее оставил преподавательскую деятельность и переселился в Берлин, где стал работать в польском банке. Имел контакты с польской разведкой, за что был арестован. В ноябре 1939 года вышел на свободу и стал работать секретарём. В конце ноября 1944 года был снова арестован и содержался в заключении до окончания Второй мировой войны.
Возвратившись в Лужицу, стал заниматься преподавательской деятельностью. Был назначен членом Совета по школьному образованию округа Баутцен. В 1945 году занимался восстановлением деятельности «Домовины». Летом 1945 года вступил в Коммунистическую партию Германии.
В 1946 году был одним из инициаторов создания Серболужицкого педагогического института. 14 октября 1948 года по его инициативе были основаны первые радиопередачи на лужицких языках. Позднее работал в Саксонском министерстве образования в Дрездене. Вместе с Паволом Новотным участвовал в организации Института сербского народоведения в Баутцене. Был первым директором Института сорабстики (до 1964 года).
В 1959 году стал профессором Лейпцигского университета, где занимался лужицкой этнографией. В 1964 году стал профессором этнографии и фольклора в университете имени Гумбольдта в Берлине. Был также директором Института этнологии и немецкого фольклора. С 1953 года по 1968 год был председателем Отдела этнографии Академии наук ГДР.
В 1968 году вышел на пенсию по состоянию здоровья, после чего активно занимался изучением народного лужицкого костюма.
Скончался 24 мая 1984 года в Лейпциге.

## Награды
- Премия имени Якуба Чишинского (1958);
- Серебряный орден «За заслуги перед Отечеством» (1978[3]);
- Золотой орден «За заслуги перед Отечеством» (1983)[4].